# Dębowo (Lubiatów)
Dębowo – przysiółek wsi Lubiatów w Polsce, położony w województwie lubuskim, w powiecie wschowskim, w gminie Sława. 
W latach 1975–1998 przysiółek administracyjnie należał do województwa zielonogórskiego.